# Tiefwerder
Tiefwerder è una località del quartiere Spandau di Berlino. È un piccolo centro abitato, sito su una piccola penisola nel fiume Havel.

## Storia
Tiefwerder fu fondata nel 1816 come borgo di pescatori. Già comune autonomo, venne annessa nel 1920 alla "Grande Berlino", venendo assegnata al distretto di Spandau.